# Benjamin F. Prescott
Benjamin Franklin Prescott, född 26 februari 1833 i Epping i New Hampshire, död 21 februari 1895 i Epping i New Hampshire, var en amerikansk politiker (republikan). Han var New Hampshires guvernör 1877–1879.
Prescott efterträdde 1877 Person Colby Cheney som guvernör och efterträddes 1879 av Nathaniel Head.